# Панюшкин, Валерий Валерьевич
Вале́рий Вале́рьевич Па́нюшкин (род. 26 июня 1969, Ленинград) — российский журналист, литератор, сценарист, теле- и радиоведущий, организатор и участник благотворительных проектов. Бывший журналист изданий «Коммерсантъ», «Ведомости», «The New Times», «Газета.ru» и других. Бывший главный редактор Русфонда (Российского фонда помощи) (2018—2022) и портала «Такие дела» (2016—2018). Бывший шеф-редактор журналов «Сноб» (2009—2010) и «Gala» (2006—2007). Бывший ведущий программ «Жизнь с Валерием Панюшкиным» и «Круглый стол» на телеканале «Дождь» (2011—2012). Лауреат премии «Золотое перо России» (2004).

## Биография
В 1991 году окончил театроведческий факультет Государственного института театрального искусства им. А. В. Луначарского (ГИТИС) по специальности «театровед-исследователь» (мастерская Бориса Любимова). Затем на протяжении трех лет учился в аспирантуре, написал, но не защитил кандидатскую диссертацию о флорентийских праздниках XV века. В течение одного года учился во Флорентийском университете в Италии.
В журналистике начинал в 1994 году как сценарист в телевизионной программе «Матадор» Константина Эрнста на Первом канале (написал сценарии двух последних выпусков передачи), затем работал в одноимённом журнале.
В 1996—2006 годах работал в издательском доме «Коммерсантъ»: сначала писал для журналов «Столица» и «Автопилот», позднее с 1998 года до октября 2006 года был специальным корреспондентом. Параллельно до 2006 года вёл постоянную рубрику в издании «Газета.ру», за которую в 2004 году был удостоен премии «Золотое перо России».

Ангел в клипе на песню «Трасса Е-95» в исполнении Валерия Панюшкина.

В 1997 году снялся в клипе на песню «Трасса Е-95» известной рок-группы «Алиса», в котором исполнил роль ангела.
Несмотря на заикание, в 1999—2000 годах в 22 часа по будням вёл на «Нашем радио» вечернее шоу «Клиника 22» вместе с Юрием Сапрыкиным (на тот момент сотрудником журнала «Афиша»).
В 2005 году опубликовал сборник рассказов и эссе «Незаметная вещь», а в следующем году увидела свет его книга «Михаил Ходорковский. Узник тишины», посвящённая бывшему главе российской нефтяной компании ЮКОС.
В 2006—2007 годах в течение нескольких месяцев был шеф-редактором глянцевого журнала «Gala» (издательский дом «Грунер+Яр»).
В 2007—2008 годах был специальным корреспондентом газеты «Ведомости», до 2014 года продолжал писать для издания авторские колонки.
В августе 2007 года произошёл инцидент с милицией, которая «подозревала Панюшкина в экстремизме».
В 2008 году работал специальным корреспондентом в журнале «The New Times».
В 2009—2010 годах — шеф-редактор журнала «Сноб».
С 2009 года по 2015 год был специальным корреспондентом в Русфонде (Российском фонде помощи), руководил детским правозащитным проектом фонда «Русфонд. Право» и был куратором реабилитационного центра для детей с ДЦП «Сделай шаг».
В 2011—2012 годах сотрудничал с телеканалом «Дождь»: вёл авторскую передачу «Жизнь с Валерием Панюшкиным», а также был одним из ведущих программы «Круглый стол».
В 2016—2018 годах занимал пост главного редактора информационного портала и краудфандинговой платформы «Такие дела».
В 2018—2022 годах вновь работал в Русфонде (Российском фонде помощи), в этот период был его главным редактором.
Также в разное время публиковался в журналах «GQ», «Esquire», «Афиша», «Большой Город».
Был автором сценариев документальных фильмов «Белая кровь», «Олег Тиньков. Новая кровь». Составлял сценарии для концертов благотворительного фонда «Подари жизнь».
Входил в попечительский совет благотворительного фонда «Спина бифида», помогающего в лечении людей с врождённой спинномозговой грыжей.
Проводит мастер-классы по журналистике.
7 февраля 2025 года Министерством юстиции России внесён в список физических лиц «иностранных агентов».

## Награды
- Премия Правительства Российской Федерации в области средств массовой информации (13 декабря 2017 года) — за создание нового формата информационного портала по поддержке и развитию благотворительности в России[29].
- Благодарность Президента Российской Федерации (28 апреля 2012 года) — за активную благотворительную и общественную деятельность[30].